# NGC 200
NGC 200 este o galaxie spirală barată situată în constelația Peștii. A fost descoperită în 25 decembrie 1790 de către William Herschel.